# Roma-Bangkok
Roma-Bangkok è un singolo della rapper italiana Baby K, pubblicato il 19 giugno 2015 come secondo estratto dal secondo album in studio Kiss Kiss Bang Bang e come primo estratto dalla prima raccolta di Giusy Ferreri Hits. 
Cantato in coppia con la cantante Giusy Ferreri, si tratta del primo singolo della rapper a raggiungere la prima posizione nella Top Singoli, nonché il terzo per Ferreri dopo Non ti scordar mai di me e Novembre.

## Descrizione
Scritto da Baby K stessa, da Federica Abbate, dal duo Takagi & Ketra (produttori del brano) e dal rapper Rocco Hunt, Roma-Bangkok è un brano Reggaeton/pop caratterizzato da influenze dancehall reggae ed elettropop. Riguardo al significato del testo, Baby K ha spiegato:
 La rapper, riguardo alla collaborazione con la Ferreri, ha inoltre aggiunto che la sua voce «riesce a dare una forza incredibile e sono molto felice di questa nuova collaborazione.»

### Altre versioni
Roma-Bangkok è stato proposto con due versioni differenti in lingua spagnola: la prima, cantata da Baby K e Giusy Ferreri, ed una seconda versione, cantata da Baby K insieme a Lali Espósito.

## Esibizioni dal vivo

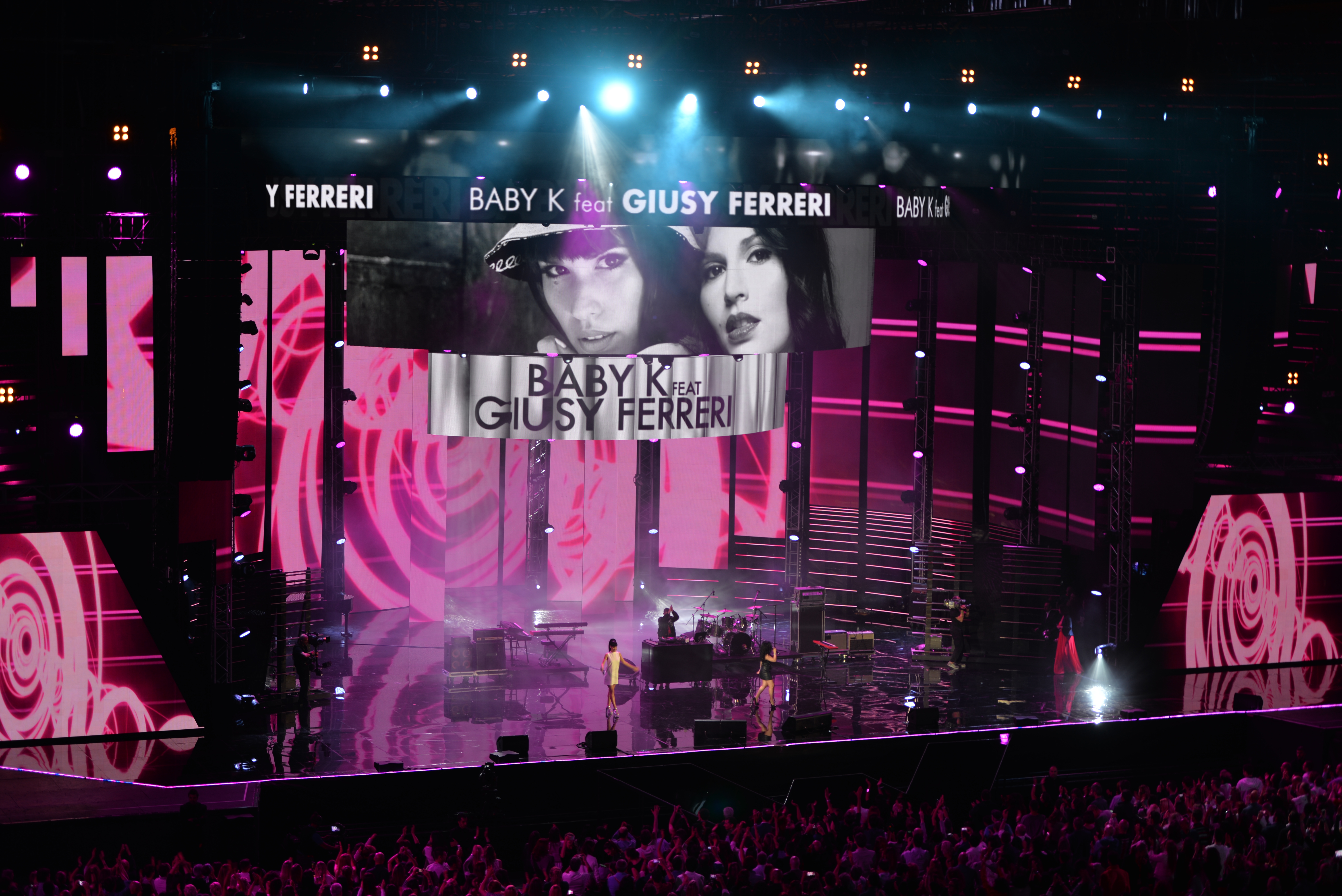
Baby K e Giusy Ferreri eseguono Roma-Bangkok all'Arena di Verona per i Wind Music Awards 2016

Per promuovere Roma-Bangkok, Baby K e Giusy Ferreri si sono esibite in Piazza del Popolo a Roma durante la prima puntata del Coca-Cola Summer Festival il 25 giugno 2015; questa è stata la prima esibizione live del brano. Nella stessa manifestazione il brano viene riproposto nel corso della serata conclusiva della manifestazione, avvenuta il 28 giugno 2015.
Il brano è stato poi eseguito in televisione durante la finale di Miss Italia 2015 il 20 settembre 2015 e il 27 settembre 2015 al programma televisivo Quelli che il calcio. Il 19 febbraio 2016 le due si sono esibite in mondovisione sulle note del brano in spagnolo durante il carnevale di Las Palmas de Gran Canaria mentre il 15 dicembre dello stesso anno hanno preso parte alla finale della decima edizione di X Factor in una rivisitazione del singolo in duetto coi Soul System.

## Accoglienza
Roma-Bangkok ha ricevuto recensioni generalmente positive da parte della critica musicale. Silvia Marchetti di Cultura&Culture ha assegnato al brano una valutazione pari a tre stelle su cinque e ha aggiunto, nella lunga recensione della traccia, che il brano «ha un ritmo contagioso mentre il testo è facile da ricordare, tuttavia mai banale nella sua costruzione». Michele Monina de il Fatto Quotidiano ha definito il brano «indubbiamente orecchiabile, con un buon sound e con due voci che, improbabili insieme sulla carta, in realtà funzionano molto bene nei fatti».
Alessandro Alicandri di TV Sorrisi e Canzoni ha invece definito Roma-Bangkok come una «scommessa vinta» in merito ai molti brani dello stesso genere pubblicati in estate di cui solo pochi però riescono a fare breccia nel cuore degli ascoltatori. Secondo il giornalista, il tema del viaggio, così come i richiami geografici, hanno contribuito a rendere il brano una hit di successo. Il brano è stato creditato da Rockol per aver incrementato la popolarità del reggaeton italiano, pur non essendo il primo esempio di successo di esso.

## Video musicale
Il video, diretto da Mauro Russo e reso disponibile il 7 luglio 2015 attraverso il canale Vevo della rapper, ha suscitato numerosi paragoni col film Thelma & Louise: esso mostra infatti le due cantanti come due amiche che fanno un viaggio spensierato a bordo di un'auto decappottabile e, lungo il percorso, danno un passaggio a un giovane autostoppista (interpretato da Roberto Treglia) che si unisce alla loro scorribanda festosa. Al termine del video le due scompaiono all'orizzonte con la macchina, dopo aver abbandonato a terra il ragazzo.
MTV ha, invece, ravvisato una similitudine col video del singolo Pretty Girls di Britney Spears e Iggy Azalea.
L'11 aprile 2016 il video è stato il primo nella storia della musica italiana ad aver raggiunto le 100 milioni di visualizzazioni su YouTube, ottenendo pochi giorni dopo la Vevo Certified. Nel gennaio 2018 il video sorpassa le 200 milioni di visualizzazioni sulla piattaforma, rendendo Baby K la prima ed unica cantante italiana ad aver raggiunto tale record.

## Tracce
Testi di Claudia Nahum, Federica Abbate e Rocco Pagliarulo, musiche di Alessandro Merli e Fabio Clemente.
1. Roma-Bangkok – 2:53

## Successo commerciale
Roma-Bangkok ha debuttato all'83ª posizione nella Top Singoli nella settimana che ha conteggiato i dati di vendita dal 22 al 28 giugno. La settimana seguente, il singolo ha guadagnato quarantasette posizioni, salendo alla 36ª. Il brano ha continuato a salire in classifica, raggiungendo, un mese dopo, il primo posto. A fine anno Roma-Bangkok è risultato essere il singolo più venduto in Italia nel 2015. Il brano diviene il primo collaborativo di sole artiste donne a permanere per più di un anno nella storia della classifica, con 64 settimane consecutive.
Il 12 agosto 2019 il brano viene certificato disco di diamante dalla FIMI per aver venduto più di mezzo milione di copie in Italia. È il secondo singolo italiano a riuscirci in oltre dieci anni dopo Domani 21/04.2009 di Artisti Uniti per l'Abruzzo nonché il quinto in generale tenendo conto anche di Cheap Thrills di Sia, Despacito di Luis Fonsi e Shape of You di Ed Sheeran.
In Svizzera ha raggiunto il 23º posto nella rispettiva classifica.

## Classifiche

### Classifiche settimanali
| Classifica (2015) | Posizione massima |
| ----------------- | ----------------- |
| Belgio (Vallonia) | 67                |
| Francia           | 25                |
| Italia            | 1                 |
| Svizzera          | 23                |
| Ucraina           | 41                |

### Classifiche di fine anno
| Classifica (2015) | Posizione |
| ----------------- | --------- |
| Italia            | 1         |
| Classifica (2016) | Posizione |
| Italia            | 41        |